# Специјални резерват природе Окањ бара
Специјални резерват природе Окањ бара је резерват природе у Србији. Налази се између насеља Елемир и Нови Бечеј, на територији града Зрењанина и општине Нови Бечеј.
Овај резерват природе је карактеристичан по заслањеном земљишту и сланим водама. Обухвата комплекс ливадско – степске вегетације, слатина и заслањених бара на којима су развијени јединствени панонски екосистеми типичним за заслањене, муљевите баре, слатине и ливаде са очуваним биљним врстама и животињским светом карактеристичним за слану подлогу. Специјалним резерватом природе Окањ бара управља Друштво за заштиту животне средине „ОКАЊ” из Елемира.

## Географија
Специјални резерват природе Окањ бара се налази да подручјима катастарских општина Елемир, Тараш, Меленци и Кумане. Географске координате централне тачке резервата су: 45° 28’ 03” СГШ и 20° 18’ 20” ИГД. Минимална надморска висина износи 74 м н. в, а максимална 83 м н. в. Укупна површина резервата обухвата 5.480,94 ha, од чега је 1.947,76 ha у државној својини, у друштвеној 2.200,46 ha, у приватној 1.251,92 ha и у задружној 80,80 ha.
Овај резерват обухвата: подручје Окањ баре, баре Црвенке, Чикош баре, делове атара насеља Тараш, Кумане, Меленци и Елемир као и постојеће депресије уз леву обалу реке Тисе.

## Станишта и живи свет
Специјални резерват природе Окањ бара је карактеристичан по заслањеном земљишту и сланим водама. Обухвата комплекс ливадско – степске вегетације, слатина и заслањених бара на којима су развијени јединствени панонски екосистеми типичним за заслањене, муљевите баре, слатине и ливаде са очуваним биљним врстама и животињским светом карактеристичним за слану подлогу. На подручју овог резервата налази се 39 типова станишта које је потребно заштитити.
На подручју резервата очуване су слатинске заједница које се јављају на влажним песковима и исушеним слабо заслањеним барама и депресијама. У оквиру ливадско - степске вегетације континенталних слатина јављају се потопљене јако слане ливаде и ливадско - степска вегетација слабо заслањених земљишта. Такође је очувана и мочварна вегетација заслањених станишта.
Од биљака су заступљени типични панонски елементи флоре панонски звездан и слатинска паламида. Присутни су и панонски ендеми и субендеми као што су: шварценбергова боквица, врањемил, безбридњача и жутеница
Од животињског света су доста заступљени инсекти водених станишта - вилини коњици, тврдокрилци водених станишта и врсте влажних ливада у поплавном подручју. Присутно је 8 врста водоземаца од којих се издвајају мала и велика зелена жаба, гаталинка. Гмизавци су заступљени са 6 врста од којих су најзначајније барска корњача, ливадски гуштер, смук. Забележено је присуство 186 различитих врта птица од којих је најбитнија мешовита колонија чапљи, патка кашикара и њорка. Од строго заштићених врста сисара на подручју резервата налазе се текунице, хрчак и група слепих мишева.

## Режими заштите
Специјални резерват природе Окањ бара је заштићен режимима заштите I, II и III степена. 
Режим заштите I степена је установљен на површини од 165,7 ha и чини 3% од укупне површине резервата. У први степен заштите спада локалитет „Окањ бара”.
Режим заштите II степена је установљен на површини од 3.160,8 ha и чини 58% од укупне површине резервата. У други степен заштите спадају следеће целине:
1. „централне слатине и баре“ (Кумански вањ, Бара Црвенка, Жугаљ бара) које заузимају површину од 2.642,4 ha
2. „слатине око Окањ баре“ које заузимају површину од 356,4 ha и
3. „Блато“ које заузима површину од 180 ha.

Режим заштите III степена је установљен на површини од 2.154,4 ha и чини 39% од укупне површине резервата и обухвата преостали део резервата који није заштићен I и II степеном заштите.